# Achtung, fertig, WK!
Série
À vos marques, prêts, Charlie !
Pour plus de détails, voir Fiche technique et Distribution.
Achtung, fertig, WK! (traduction littéraire : Garde-à-vous, CR terminé (CR = cours de répétition, en allemand WK = Wiederholungskurse) est un film suisse, du genre cinématographique film de bidasses, réalisé par Oliver Rihs et sorti en 2013 en Suisse alémanique.  
Il est la suite du film Achtung, fertig, Charlie! dans sa version originale suisse allemande,  À vos marques, prêts, Charlie ! en version suisse romande. Il fait partie des plus gros succès du box-office en Suisse pour un film suisse, bien qu'il ne soit sorti au cinéma ni en Suisse romande ni en Suisse italienne.

## Description
Il est sorti dix ans après la sortie du film À vos marques, prêts, Charlie ! le 24 octobre 2013.

## Fiche technique
- Dates de sortie : 24 octobre 2013 (Suisse alémanique).

## Distribution
- Matthias Britschgi
- Martin Rapold
- Marco Rima